# Hasan Yazdani
Hasan Yazdani Charati (en persa: حسن یزدانی چراتی‎; 26 de diciembre de 1994) es un deportista iraní que compite en lucha libre.
Participó en tres Juegos Olímpicos de Verano entre los años 2016 y 2024, obteniendo tres medallas: oro en Río de Janeiro 2016, plata en Tokio 2020 y plata en París 2024.

## Palmarés internacional
| Juegos Olímpicos | Juegos Olímpicos        | Juegos Olímpicos | Juegos Olímpicos |
| Año              | Lugar                   | Medalla          | Categoría        |
| ---------------- | ----------------------- | ---------------- | ---------------- |
| 2016             | Río de Janeiro (Brasil) | Medalla de oro   | 74 kg            |
| 2020             | Tokio (Japón)           | Medalla de plata | 86 kg            |
| 2024             | París (Francia)         | Medalla de plata | 86 kg            |